# Primeira Batalha de Ben Yauad
A batalha de Ben Yauad foi uma batalha entre as tropas leais ao líder libio Muamar el Gadafi e as foças rebeldes, pelo controle de Ben Yauad. A batalha ocorreu em 6 de março de 2011 e terminou com uma vitória dos gadafistas.